# Mohamed Ihattaren
Mohamed Amine Ihattaren (* 12. února 2002 Utrecht) je nizozemský profesionální fotbalista, který hraje na pozici ofensivního záložníka. Od září 2024 je hráčem nizozemského klubu RKC Waalwijk. Je také bývalým nizozemským mládežnickým reprezentantem.

## Klubová kariéra

### PSV Eindhoven
Ihattaren, který působil od roku 2010 v akademii PSV Eindhoven, podepsal 28. března 2018 s PSV svou první profesionální smlouvu. Ihattaren debutoval v dresu PSV 26. ledna 2019 v zápase Eredivisie proti FC Groningen (výhra 2:1).
Svůj první gól za první tým PSV vstřelil Ihattaren 18. srpna 2019, kdy uzavřel skóre zápasu s Heraclesem Almelo na konečných 2:0. Čtyři dny poté vstřelil také svůj první gól v pohárové Evropě, když rozhodl o výhře 3:0 v předkole Evropské ligy UEFA proti Apollonu Limassol.
Svůj druhý gól v Eredivisie Ihattaren vstřelil 7. prosince 2019 při výhře 5:0 nad Fortunou Sittard. Skóroval z penalty v 52. minutě a gól věnoval svému nedávno zesnulému otci. Ihattaren se tak stal nejmladším hráčem, který kdy v Eredivisie skóroval z pokutového kopu (17 let a 298 dní). O 27 dní tak překonal rekord Ronalda Koemana. V sezóně 2019/20 se Ihattaren stal stabilním členem základní sestavy PSV, nastoupil do 33 soutěžních utkání, v nichž vstřelil 7 branek a připsal si i dalších 9 asistencí.
V první polovině sezóny 2020/21 ztratil Ihattaren místo v základní sestavě pod novým trenérem Rogerem Schmidtem. V únoru 2021 byl po sporech se Schmidtem vyřazen z kádru na následující zápas proti Ajaxu. V sezóně 2020/21 nastupoval do utkání sporadicky, vstřelil 3 branky a na další 2 přihrál.
Ihattaren byl koncem července 2021 vyřazen z kádru a začal trénovat individuálně.

### Juventus
Dne 31. srpna 2021 Ihattaren přestoupil do Juventusu a podepsal čtyřletou smlouvu.

#### Sampdoria (hostování)
Po podpisu smlouvy s Juventusem odešel ihned na roční hostování do Sampdorie. V dresu Sampdorie neodehrál ani minutu, v klubu nebyly spokojeni s jeho chováním a nedostatkem profesionality. V Janově byl vyloučen z týmu a začal trénoval individuálně. Z „osobních důvodů“ se 14. října 2021 vrátil do Nizozemska a zvažoval konec kariéry.

#### Ajax (hostování)
Dne 30. ledna 2022 odešel Ihattaren na roční hostování s opcí do nizozemského Ajaxu Amsterdam.
Dne 1. dubna odehrál Ihattaren svůj první soutěžní zápas po necelém roce, když nastoupil do utkání mládežnického týmu Ajaxu proti NAC Breda. 17. dubna debutoval Ihattaren v A-týmu Ajaxu, a to při prohraném finále nizozemského poháru proti PSV.
Dne 31. října 2022 Ajax oficiálně oznámil, že nemá zájem o uplatnění opce a že se Ihattaren vrátí zpátky do Juventusu.

#### Návrat do Juventusu
Dne 28. července 2023 Ihattaren rozvázal smlouvu s Juventusem a stal se tak volným hráčem, aniž by za Bianconeri odehrál jediný zápas.

### Slavia Praha
V prosinci 2023 přestoupil do Slavie Praha jako volný hráč, v Edenu podepsal roční kontrakt s tříletou opcí. Na konci března 2024 oznámil klub ukončení spolupráce.

### RKC Waalwijk
Dne 19. září 2025 se Ihattaren připojil k nizozemskému RKC Waalwijk s roční smlouvou s opcí. Už po deseti dnech pak nastoupil do zápasu proti svému dřívějšímu klubu Ajax Amsterdam.

## Reprezentační kariéra
Má nizozemský a marocký pas a narodil se marockým rodičům. V listopadu 2019 se rozhodl reprezentovat rodné Nizozemsko.

## Kontroverze
V roce 2022 se Ihattaren dostal pod palbu kritiky kvůli svým údajným vazbám a propojení s nizozemským zločineckým podsvětím. Kvůli těmto kontroverzím začal na sociálních sítích dostávat výhrůžky smrtí a Ajax s ním na konci roku ukončil smlouvu.
Dne 12. února 2023 byl Ihattaren zatčen v Amsterdamu poté, co byl obviněn z domácího násilí vůči své přítelkyni.